# Обикновена сливова щитоносна въшка
Обикновените сливови щитоносни въшки (Parthenolecanium corni) са вид насекоми от семейство Coccidae.
Таксонът е описан за пръв път от Петер Фридрих Буше през 1844 година.

## Подвидове
- Parthenolecanium corni apuliae
- Parthenolecanium corni corni